# El Juicio (The Judgement)
El Juicio (The Judgement) ist ein Studioalbum des US-amerikanischen Jazzpianisten Keith Jarrett. Er nahm es gemeinsam mit seinem Quartett bestehend aus Dewey Redman, Charlie Haden und Paul Motian 1971 auf.

## Das Album

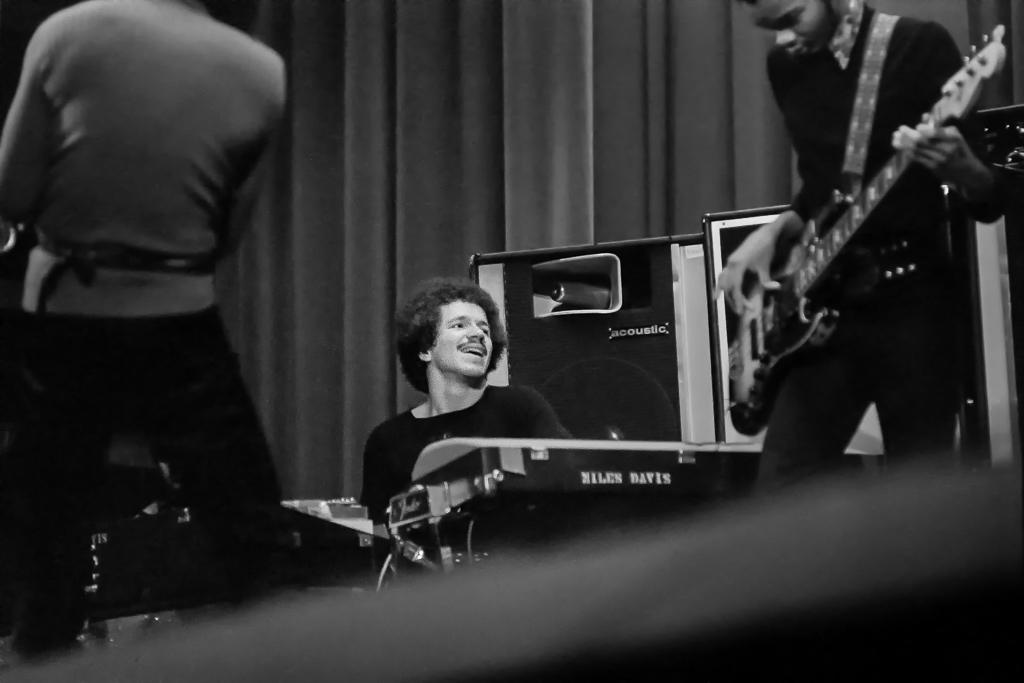
Keith Jarrett (1971)

Das Album wurde 1975 von Atlantic Records als LP veröffentlicht und besteht aus insgesamt 7 Titeln mit einer Gesamtspiellänge von 39 Minuten und 11 Sekunden.
Eine kurze Zusammenfassung dessen, was im Album zu hören ist, gibt Wolfgang Sandner in seiner Keith Jarrett Biografie: „Rocksound bei Gypsy Moth, als wolle man den plakativen Klavierstil von Ramsey Lewis paraphrasieren; Pardon My Rags, eine aberwitzig schnelle Mixtur aus Ragtime und Stride-Piano von Jarrett; eine Schlagzeugorgie als Pre-Judgement Atmosphere; schließlich das Titelstück El Juicio, das mit Kreuz-und-quer-Rhythmen einsetzt, die sich zum Ende hin wie klangliche Peitschenhiebe ausnehmen, bis alles in einem blasphemischen Gelächter aufgeht und das Piece for Ornette in einer langen und in einer kürzeren Version Jarrett auf dem Sopransaxophon und Dewey Redman auf dem Tenorsaxophon in einem komplexen Free-Jazz-Duett vereint.“ wobei er den Titel "Toll Road" nicht erwähnt. Eine weitere gute Beschreibung der Musikstücke des Albums findet sich bei charliehadenmusic.com.
Für Keith Jarrett, der 1967 zusammen mit Charlie Haden (Kontrabass) und Paul Motian (Schlagzeug) sein erstes Album als Bandleader „Life Between The Exit Signs“ (Vortex, 1967) vorgelegt hatte, war 1971 ein sehr produktives und künstlerisch erfolgreiches Jahr.
Jarrett tourte in diesem Jahr als Sideman von Miles Davis und seiner Gruppe durch Nordamerika und Europa und war an der Einspielung von (retrospektiv) insgesamt acht Musikalben des Jazztrompeters beteiligt.
Zwischen diesen Engagements für Miles Davis (und einigen weiteren Aufnahmen als Sideman) verfolgte Keith Jarrett seine eigenen künstlerischen Projekte:
Erstens vertiefte er seine Zusammenarbeit und das Zusammenspiel mit Jack DeJohnette, den er aus seiner Zeit beim Charles-Lloyd-Quartett schätzen gelernt hatte und der – wie er – zu dieser Zeit Mitglied der Miles Davis Group war. Der Biografie von Ian Carr entnehmen wir: „Anfang 1971, als die Miles Davis Group einige Tage im Shelly’s Manne Hole in Los Angeles spielte, offerierte ein Freund von den dortigen Sunset Studios Jarrett und DeJohnette freie Studiozeiten, damit sie Aufnahmen als Duo machen können. Sie nahmen sich Schlagzeug und Perkussion sowie E-Piano und E-Orgel aus dem Club und machten die Aufnahmen zu dem, was später ein Album mit dem Namen Ruta and Daitya“(ECM, 1973) wurde.
Zweitens nutzte Keith Jarrett die Zeit für weitere Aufnahmen mit Charlie Haden und Paul Motian. Bei Ian Carr lesen wir: „Dann an vier Tagen im Juli und einem Tag im August desselben Jahres ging Jarrett mit seinem Trio (Haden und Motian) und für die Sessions verstärkt durch den Tenorsaxophonisten Dewey Redman ins Studio und nahmen dort genug Material für drei Atlantic-Alben – El Juicio, The Mourning of a Star und Birth – auf. Das war die Geburtsstunde von Jarretts Quartett, obwohl Redman offiziell erst im Folgejahr der Gruppe beitrat.“ Mit seinem „amerikanischen Quartett“, das von 1971 bis 1976 bestand, sollte Keith Jarrett in diesem Zeitraum insgesamt 12 Alben einspielen.
Drittens unterzeichnete er im Spätsommer 1971 einen Plattenvertrag bei Columbia Records: Im Herbst desselben Jahres spielte er in unterschiedlichen Konstellationen das Doppelalbum Expectations ein. Er hatte die Option auf ein weiteres Album und wollte darauf Klavier-Solo-Improvisationen veröffentlichen. In der Columbia Artists Management Hall spielte er ein Solokonzert, das jedoch aufgrund der geringen Zuhörerzahl von den Verantwortlichen als Flop eingestuft wurde. George Avakian nahm dennoch ein weiteres Solokonzert, das Jarrett im Mercer Arts Complex im New Yorker Greenwich Village für das Label auf, das dieses aber nicht realisierte, weil dort Jarrett für weniger erfolgversprechend als Herbie Hancock gehalten wurde.
Enttäuscht ging er daher viertens – nach Auftritten der Miles Davis Group in Norwegen – am 10. November 1971 zusammen mit Manfred Eicher, der ihm brieflich mehrere Projekte vorgeschlagen hatte, in ein Musikstudio in Oslo und spielte dort sein Album Facing You (ECM, 1971) ein. Es war das erste veröffentlichte Album mit Klavier-Solo-Improvisationen, die ihn in den folgenden Jahrzehnten weltberühmt machen sollten. Facing You war zudem das Album, das die langjährige Zusammenarbeit mit ECM Records begründete.

## Mitwirkende

### Musiker und ihre Instrumente
- Keith Jarrett – Piano, Sopransaxophon, Flöte, Steel Drums, Percussion
- Dewey Redman – Tenorsaxophon, Steel Drums, Percussion
- Charlie Haden – Kontrabass, Steel Drums, Percussion
- Paul Motian – Schlagzeug, Steel Drums, Percussion

### Der Produktionsstab
- George Avakian – Produzent
- Lew Hahn – Aufnahmetechnik

## Die Titelliste
1. Gypsy Moth – 8:18
2. Toll Road – 5:44
3. Pardon My Rags – 2:43
4. Pre-Judgement Atmosphere – 2:35
5. El Juicio – 10:22
6. Piece for Ornette (L.V.) – 9:16
7. Piece for Ornette (S.V.) – 0:12

Alle Kompositionen des Albums stammen von Keith Jarrett.

## Rezeption
Die Bewertung des Albums El Juicio (The Judgement) fällt ausgesprochen unterschiedlich aus. Eine sehr positive Bewertung erhält das Album durch The Penguin Guide to Jazz. Hier erreicht es 4 von 4 Sternen. Der Jazzjournalist James Hale meint in seiner Besprechung für jazzchronicles.blogspot.de verhaltener: „El Juicio ist nicht ohne Fehler, aber es klingt definitiv wie ein Vorbote der großen Dinge.“ Und bei Allmusic erhält das Album nur 3 von 5 Sternen.